# Ларніт
Ларніт (рос. ларнит; англ. larnite; нім. Larnit m) — мінерал, ортосилікат кальцію острівної будови.

## Загальний опис
Хімічна формула: β-Ca2[SiO4].
У зразках з родов. Ларне (Ірландія) містить (%): CaO — 64,98; SiO2 — 31,0. Домішки (%): Al2O3 (1,12), FeO+MgO (1,38), CO2 (1,43).
Сингонія моноклінна. Призматичний вид. Зернисті агрегати. Крихкий. Колір сірий. Блиск скляний. Безбарвний. Риса біла. Твердість 5,5.
Форми виділення: таблитчасті кристали і зерна неправильної форми. Виникає при взаємодії карбонату кальцію третинної крейди та кремнезему внутрішніх кременевих конкрецій.
Знайдений у контактово-змінених вапняках в районі Скаут-Гілл (Ірландія) в асоціації зі сперитом, мелілітом, мервінітом та шпінеллю. Рідкісний.
За назвою родов. Ларне (Ірландія), C.E.Tilley, 1929.